# Cycas wadei
Cycas wadei là một loài thực vật hạt trần trong họ Cycadaceae. Loài này được Merr. mô tả khoa học đầu tiên năm 1936.